# Paweł Ferens
Paweł Ferens (ur. 6 stycznia 1978 w Lublinie) – polski aktor telewizyjny, teatralny i filmowy.

## Życiorys

### Kariera
W 2008 ukończył studia na Wydziale Aktorskim we Wrocławiu.
Zadebiutował w 2005 roku za sprawą roli Janusza Witolda w filmie Numer. Grał także w serialach i filmach ostatnich lat: jako komisarza Nowaka w serialu W rytmie serca, gwałciciela w serialu M jak miłość, Macieja Zaruskiego w serialu Na dobre i na złe, Mirka Kubiaka w serialu Barwy szczęścia, mężczyznę w serialu Na sygnale, dziennikarza w serialu O mnie się nie martw, Sebę w serialu Plebania, Jacka Dolniaka w serialu Na Wspólnej, Saszy w serialu To nie koniec świata, SS-owca w serialu Wojenne dziewczyny, pilota niemieckiego w serialu Mała Moskwa, różne role w serialach: Pierwsza miłość, Komisarz Alex i Ojciec Mateusz, Jacę w serialu Fala zbrodni, piłkarza w serialu I kto tu rządzi?, bandziora w serialach: Egzamin z życia i Prosto w serce, bandytę w serialu Glina, Arkadiusza w serialu Niesamowite historie, Bartka w serialu BrzydUla, Kowala w serialu Misja Afganistan, dilera w serialu Julia, strażnika w serialu Prawo Agaty, tragarza w serialu Nie rób scen, policjanta w serialu Skazane, narzeczonego Joli w serialu 39 i pół, szantażysty w serialu Prokurator, trenera w serialu Hotel 52, agenta w serialu Naznaczony, wychowawcę w serialu Głęboka woda, pacjenta w serialu Druga szansa, tajniaka w serialu Dziewczyny ze Lwowa, żandarma wojskowego w serialu Belle Epoque, a także występuje również w teatrze i filmie.

## Filmografia
- 2005: Numer – Janusz Witold
- 2006: Kryminalni: Misja Śląska – policjant
- 2006–2007: Fala zbrodni – Jaca
- 2007: I kto tu rządzi? – piłkarz
- 2007: Biuro kryminalne
- 2007–2008: Egzamin z życia – bandzior
- 2008: Mała Moskwa – pilot niemiecki
- 2008: Glina – bandyta
- 2008: Niesamowite historie – Arkadiusz
- 2008–2009: BrzydUla – Bartek
- 2008: Pierwsza miłość – mężczyzna
- 2009: 39 i pół – narzeczony Joli
- 2009: Piksele – Śliski
- 2009: Naznaczony – agent
- 2010: Czas honoru
- 2010–2011: Plebania – Seba
- 2011: Prosto w serce – bandzior
- 2011: Wymyk – Misiu
- 2011: Sala samobójców – policjant
- 2011: Na Wspólnej – Jacek Dolniak
- 2011: Głęboka woda – wychowawca
- 2012: Julia – Diler
- 2012: Hotel 52 – trener
- 2012: Red Water – Leon
- 2012: Sęp – antyterrorysta
- 2012: Misja Afganistan – Kowal
- 2012–2013: Na dobre i na złe – Maciej Zaruski
- 2013: Ojciec Mateusz – Stonka
- 2013: M jak miłość – gwałciciel
- 2013: To nie koniec świata – Sasza
- 2014: Komisarz Alex – Batman
- 2014: Prawo Agaty – strażnik graniczny
- 2015: Prokurator – szantażysta
- 2015: Skazane – policjant
- 2015: Nie rób scen – tragarz
- 2015: Pierwsza miłość – kuzyn Jacka
- 2015–2016: Barwy szczęścia – Mirek Kubiak
- 2016: Na sygnale – mężczyzna
- 2016: Druga szansa – pacjent
- 2016: O mnie się nie martw – dziennikarz Marek Makarenko
- 2017: W rytmie serca – komisarz Nowak
- 2017: Wojenne dziewczyny – SS-owiec
- 2017: Belle Epoque – żandarm wojskowy
- 2017: Dziewczyny ze Lwowa – tajniak
- 2017: Komisarz Alex – Żylasty
- 2017: Ojciec Mateusz – Igor Jocki
- 2018: Diagnoza – Wojciech Makusz
- 2019: Gabinet numer 5 – Paweł Adamiak
- 2019: Leśniczówka – Wasiak
- 2019: Odwróceni. Ojcowie i córki – policjant
- 2019: Zasada przyjemności – Socha
- 2019: Underdog – Banan
- 2019: Zawsze warto – komisarz
- od 2020: Miasto długów – komisarz Gwóźdź